# Журавець сибірський
{{#ifeq:0|0|{{#if:|{{#if:Geraniumsibiricum|[[]}}|}}}}
Журавець сибірський (Geranium sibiricum) — вид трав'янистих рослин родини журавцеві (Geraniaceae), описаний Карлом Лінеєм в 1753 році. Вид поширений у Євразії від Середньої Європи до Японії і занесений до Північної Америки.

## Опис
Стебла висхідні, від середини розгалужені, простерті або й лежачі. Завдовжки 20–60 см. Разом з черешками листків і квітконосами стебла вкриті простими, назад відхиленими, притиснутими волосками; особливо пухнаті черешки вгорі, біля листкової пластинки, і квітконіжки під квіткою.
Листки супротивні, на довгих, у нижніх листів часто дугоподібно зігнутих черешках. В обрисі п'ятикутні. Середні з листків 3,5–6,0 см завдовжки (без черешка) та 3,7–7,5 см завширшки; глибоко-5-роздільні, а верхні 3-роздільні, з клиноподібно-ромбічними, надрізано-пилчастими гострими частками.
Прилистки ланцетні, довго загострені, до 8 мм завдовжки, по краю війчасті. Квітконоси пазушні, при плодах відігнуті. Завдовжки 1,0–1,5 см.
Чашолистки яйцювато-еліптичні, при плодах розчепірені. Завдовжки 5–6 мм. Присутній остючок 1,0–1,5 мм завдовжки.
Пелюстки обернено-яйцюваті, білуваті, з пурпуровими смужками, 6–7 мм завдовжки, 2–3 мм завширшки. На верхівці пелюстки з мілкою виїмкою, при основі війчасті. Тичинкові нитки при основі розширені і волохаті.
Частки плода вкриті жорсткими довгими волосками, носик коротко пухнатий.

## Хімічний склад
Хімічний склад герані сибірської представлений широким спектром біологічно активних речовин переважно фенольної природи, якісний та кількісний склад яких значно залежить від еколого-кліматичних умов зростання та фенофази заготівлі сировини.
Вся рослина містить дубильні речовини, таніни, галову та елагову кислоти, сполуки фенольної природи: галову, бурштинову, ферулову, коричну та неохлорогенову кислоти, кверцетин, дигідрокверцетин,лютеолін, лютеолін-7-глюкозид, катехін, епікатехінгалат, епікатехін, дикумарин, кумарин і 7-О-метоксикумарин.
У підземній частині рослини містяться також гераніїн, а у надземній — флавоноїди.

## Поширення
Вид поширений у Євразії від Середньої Європи до Японії (Кавказ, Сибір, Далекий Схід, Середня Азія) і занесений до Північної Америки. В Україні місцем його зростання є Полісся, Західний Лісостеп та Карпати. Вид зустрічається в антропогенно трансформованих екотопах, на засмічених місцях в населених пунктах, в парках, садах, на пустирях, берегах рік, крейдових відкладеннях, на узліссях, галявинах, лугах.

## Таксономія
Вид G. sibiricum описаний з Сибіру Карлом Лінеєм в 1753 році.
Синоніми:
— G. ruthenicum Uechtr.
— G. sibiricum subsp. ruthenicum (Uechtr.) Gams.

## Використання
У народній медицині G. sibiricum використовується лікування запалення кишки, дерматиту та раку. В Японії і на Сахаліні відвар трави приймають при вовчаку, бері-бері, застуді, хворобах серця, запаленні яєчок, а сік — для обмивання ран і пухлин. У Перу відвари з підземної частини герані також використовують в онкології, а в Кореї та Болгарії — для лікування діареї, кишкового запалення, виражених хвороб шкіри, інфекційних та онкологічних захворювань.